# Massa, Toscana
Denna artikel handlar om kommunen Massa. Se också Massa-Carrara (provins).
Massa är en stad, kommun och huvudort i provinsen Massa-Carrara i regionen Toscana i Italien. Kommunen hade 68 889 invånare (2018) och gränsar till kommunerna Carrara, Fivizzano, Minucciano, Montignoso, Seravezza, Stazzema och Vagli Sotto.
Staden är känd för utvinning och bearbetning av Carraramarmor.